# 罗弄泉
罗弄泉（英語：Lorong Chuan；白話字：Lo-lōng-choân）是位于新加坡东北部实龙岗镇的一个分区和一个辖区。
與该区同名的道路连接中央高速公路和实龙岗花园的实龙岗花园路。它位于新加坡的东北部。街道周围的区域以这条路命名。街道两侧有公共和私人住宅。
它现在由环地铁线上的罗弄川地铁站提供服务。多条巴士路线经过罗弄川附近 - 其中包括 45、58、73、105、159、534 和 568 路。

## 历史和词源
这条道路的建设始于1963年，并于1964-65年首次开放。该地区曾经包含农田和甘榜。“Lorong”（罗弄）在马来语中是小巷或小巷的意思，而“Chuan”（泉）在闽南语中的意思是“喷泉”，这是一个吉祥的名字，指的是财富和繁荣。 

## 设施和地标
标志性的罗弄泉大桥是新加坡最古老的人行天桥之一。它建于1975年，沿丽焕路穿过宏茂桥1号大道的住宅區與罗弄川住宅區連接起來。桥的设计类似于一个长长的容器盒，两边是一排排的六角窗。  

### 其他地标
- Chomp Chomp食品中心
- New Tech Park
- 南洋初级学院
- 阳正小学
- 中华中学
- 新加坡澳大利亚国际学校